# Meutemühle

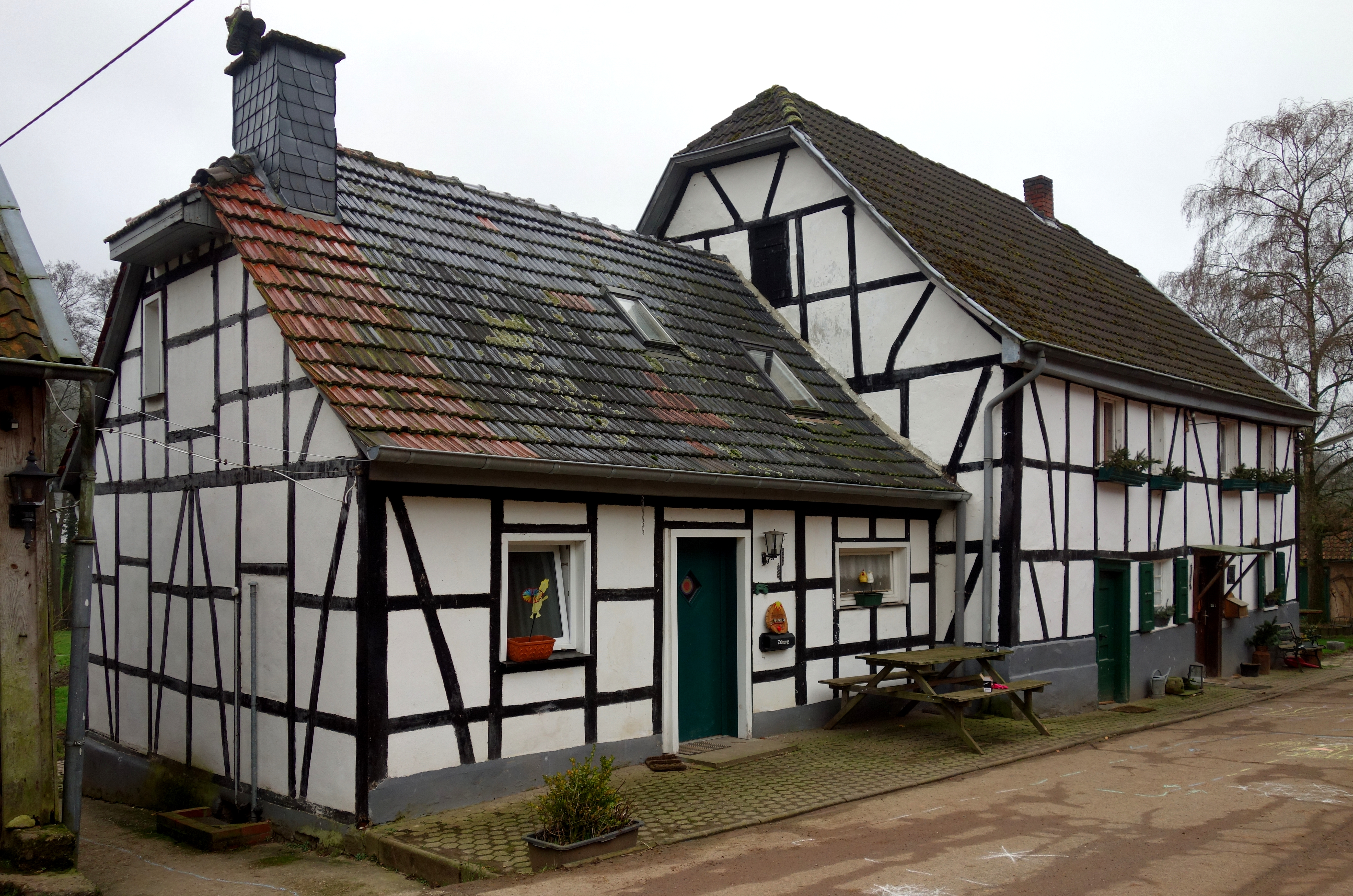
Meutemühle

Die Meutemühle ist eine ehemalige Wassermühle und Wohnplatz von Oberodenthal, das zur Gemeinde Odenthal im Rheinisch-Bergischen Kreis in Nordrhein-Westfalen gehört. Sie liegt am Scherfbach im Einzugsgebiet der Dhünn.

## Geschichte
Die Meutemühle wurde erbaut, nachdem am 12. September 1820 die Erlaubnis zur Anlage einer oberschlächtigen Frucht-Mahlmühle am Scherfbach erteilt wurde. Diese Konzession war mit der Genehmigung verbunden, das zum Mühlenbetrieb benötigte Wasser des Scherfbaches in einem Sammelteich aufzufangen.
Der Ort ist auf der Preußischen Uraufnahme von 1840 als Mäter Mühle verzeichnet. Ab der Preußischen Neuaufnahme von 1892 ist er auf Messtischblättern regelmäßig als Meutemühle, Mühle oder ohne Namen verzeichnet.
1895 wohnten in dem Ort sechs Einwohner in einem Haus.
1965 wurde die Meutemühle stillgelegt. Sie befindet sich heute in Privatbesitz, wird landwirtschaftlich genutzt und ist insgesamt in einem sehr guten Erhaltungszustand.

## Beschreibung

### Architektur
Die früher als Getreidemühle genutzte Meutemühle gliedert sich in eine freistehende Hofanlage ein. Der Mühlenkomplex besteht aus dem alten Mühlengebäude mit Mahleinrichtung in Fachwerkbauweise mit einem Walmdach, einem Fachwerk-Anbau, mehreren Stallungen und einem Mühlenteich.

### Technische Ausstattung
Von der ursprünglichen Ausstattung sind das Getriebe und zwei Mahlgänge mit Läufer und Bodenstein bis heute erhalten, jedoch fehlt das oberschlächtige Wasserrad. Die Radkammer ist vermauert. Das eiserne Kegelradgetriebe mit Kronenradverzahnung lagert im Getriebekeller.
Der alte Stauteich ist in verkleinerter Form ebenfalls noch vorhanden. Das für den Mühlenbetrieb benötigte Wasser wurde durch ein Rohr unter Flur zur Radkammer geleitet. Bis zur Einleitung in den Scherfbach floss das Unterwasser ebenfalls durch Rohre.
Das Wasserrecht wurde inzwischen durch die Untere Wasserbehörde des Rheinisch-Bergischen Kreises aufgehoben. Zwecks Herstellung der Durchgängigkeit wurde das Wehr im Scherfbach entfernt.

## Denkmalschutz
Die Meutemühle wurde am 24. Oktober 1983 unter der Nummer 32 in die Liste der Baudenkmäler in Odenthal eingetragen.